# 牛軛莊園 (亞利桑那州)
牛軛莊園（英語：Oxbow Estates）是位於美國亞利桑那州希拉縣的一個人口普查指定地區。根據2010年美國人口普查，該地人口為217人，而該地的面積約為1.27平方千米。

## 地理
牛軛莊園的座標為34°10′59″N 111°20′22″W / 34.18306°N 111.33944°W，而該地最高點為海拔高度1410米（即4630英尺）。